# Surdo

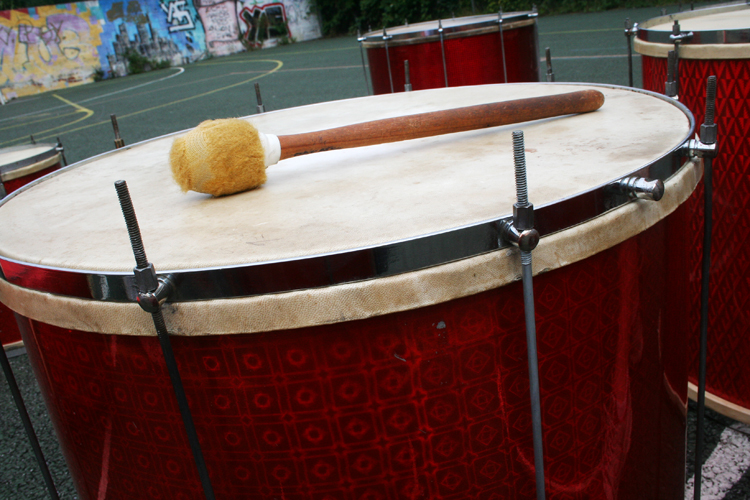
Surdo

Surdo (o surdo, maskulin) ist eine in Rio de Janeiro gespielte einfellige Zylindertrommel, die zu den konischen, zylindrischen oder sanduhrförmigen Trommeln atabaque in Brasilien gehört. Die Surdo-Trommel ist einer der größten und wichtigsten Schlaginstrumente der Bateria de Samba. Sie liefert die rhythmische Basis des Stücks und ist dadurch maßgeblich für die Kontrolle der Spielgeschwindigkeit verantwortlich.

## Bauform
Ein surdo ist etwa 60 Zentimeter hoch und besitzt einen Durchmesser zwischen 40 und 60 Zentimetern, vereinzelt werden auch noch größere Varianten mit Durchmessern bis zu 75 Zentimeter eingesetzt. Der ursprüngliche Klangkörper besteht aus Holz, alternativ werden galvanisierter Stahl oder – nicht zuletzt aufgrund des geringeren Gewichts – Aluminium benutzt. Hochwertige Aluminium-Surdos bestehen aus einem nahtlos gezogenen Kessel, der widerstandsfähiger ist und häufig (aber nicht zwangsläufig) bessere Klangeigenschaften bietet als Kessel mit Naht. Schlag- und Resonanzfell werden normalerweise mit jeweils einem Ring am Kessel befestigt und mit 8 bis 12 Spannstäben gespannt. Gebräuchlich sind Ziegen- und Kunststofffelle.
Zu den Varianten gehören die in Salvador da Bahia verwendeten surdos. Sie sind in der Regel weniger hoch (40 bis 50 Zentimeter), daher auch leichter, und haben einen kürzeren Nachhall.
Als Variante des normalen Schlagfells werden die doppellagigen Korinofelle eingesetzt. Hierbei wird das Schlagfell mit einer weiteren Schicht überzogen, was zu einem volleren, tiefenbetonten Klang führt.
Die repinique, ein weiteres wichtiges Instrument der Bateria, wird aufgrund ähnlicher Form und Spielweise bisweilen auch als sehr hohe surdo bezeichnet, nimmt jedoch eine andere Rolle innerhalb der Bateria ein und wird daher meistens als eigenes Instrument angesehen. Sie ist nicht Gegenstand dieses Artikels.

## Varianten
Surdos werden in der Bateria de Samba entweder in zwei oder drei Tonlagen gespielt. Bei drei Tonlagen werden primeiro, segundo – die eine funktionelle Einheit bilden – und terceiro unterschieden.
Primeiro (marcação): Die primeiro ist das am tiefsten gestimmte Instrument der Bateria und wird vorwiegend eingesetzt, um zusammen mit der segundo den Puls (Beat) zu spielen, häufig spielt sie dabei auf den geraden Zählzeiten. Eingesetzt werden vorwiegend Instrumente mit einem Umfang von 60 Zentimetern und größer.
Segundo (resposta, respondor): Die höher gestimmte segundo korrespondiert mit der Primeiro beim Spielen des Pulses und spielt bei der Samba de Enredo und anderen Stilrichtungen häufig die ungeraden Zählzeiten. Gebräuchlich sind Instrumente mit einem Umfang von 50 und 55 Zentimetern.
Terceiro (cortador): Die kleinste surdo besitzt die höchste relative Fellspannung. Durch den relativ geringen Nachklang des Instruments und den durch die Fellspannung verstärkten Rückprall wird das Spielen schneller, komplexer Schlagfolgen möglich. Während Primeiro und Segundo für den Puls verantwortlich sind, spielt die terceiro auf dieser Grundlage das eigentliche Surdo-Pattern, das den Puls zum rhythmischen Grundgerüst der Samba ergänzt und meist den Charakter des Stücks wesentlich bestimmt. Häufig werden surdos mit einem Durchmesser zwischen 40 und 45 Zentimetern als terceiro eingesetzt.

### Zwei Tonlagen
Da sowohl primeiro als auch segundo durch Nachklang und relativ geringe Fellspannung das Spielen komplexer Rhythmen erschweren, ist der Einsatz von nur zwei Surdo-Stimmen selten und vorwiegend in Amateurgruppen außerhalb Brasiliens zu finden. Hierbei wird das Pattern entweder korrespondierend in beiden Stimmlagen gespielt oder in einer Stimmlage, während die andere ihrer eigentlichen Rolle als Pulsgeber gerecht wird.

## Spielweise
Primeiro und segundo werden als Pulsgeber normalerweise mit einem Schlägel und der Hand gespielt. Die Hand wird in diesen Tonlagen vorwiegend genutzt, um das Fell während des Schlags der jeweils korrespondierenden Surdo abzudämpfen.
Die terceiro wird ebenfalls häufig mit Schlägel und Hand gespielt; ob und wann abgedämpft wird, ist grundsätzlich vom jeweiligen Pattern abhängig. Bei kleinerer Instrumentalbesetzung wird die Hand auch zum eigentlichen Spiel zusätzlich zum Schlägel eingesetzt, was für komplexe, synkopische Rhythmen genutzt werden kann. Genutzt werden kann auch die Möglichkeit zur Veränderung der Tonlage, so erhöht sich der Klang der Surdo, wenn das Schlagfell hinreichend mit der freien Hand eingedrückt wird.
In verschiedenen Stilrichtungen, vor allem bei Samba Reggae und der Mischform Samba Duro, kann die terceiro auch mit zwei Schlägeln gleichzeitig gespielt werden. Eine Dämpfung nach dem Schlag wird – soweit erforderlich – durchgeführt, in dem ein Schlägel senkrecht auf dem Schlagfell abgesetzt wird.
Eine weitere Variante des Spiels, die auch bei surdos Anwendung findet, ist der Rimclick, ein Schlag auf den Ring, der das Schlagfell befestigt.
Getragen wird die surdo normalerweise mit Schulter- oder Hüftgurten, häufig mit offenen Haken, in die die Instrumente lediglich eingehängt werden müssen. Der Einsatz von Ständern ist selten und spielt für gewöhnlich nur dann eine Rolle, wenn mehrere surdos gleichzeitig von einem einzigen Perkussionisten gespielt werden oder das Gewicht zu hoch ist.